# Candlesby with Gunby
Candlesby with Gunby est une paroisse civile du Lincolnshire, en Angleterre. Elle est située à 8 km à l'est de la ville de Spilsby, et comprend le village de Candlesby et le hameau de Gunby. Sa population s'élevait à 178 habitants au recensemebnt de 2001 et 129 habitants à celui de 2011.